# Calendario UCI Femenino 2020
El Calendario UCI Femenino 2020 (oficialmente: Women Elite Ranking), también denominado Ranking UCI Femenino 2020, comenzó el 3 de diciembre en Colombia con la Vuelta a Colombia Femenina y finalizó el 18 de octubre en Francia con la Chrono des Nations.
Sin embargo, debido a la propagación de la Pandemia de enfermedad por coronavirus de 2019-2020 algunas carreras fueron suspendidas, aplazadas o canceladas para evitar los contagios.

## Equipos, carreras y categorías
- Para la lista de equipos profesionales véase: Equipos

En estas carreras podían participar prácticamente todos los equipos. Las únicas limitaciones se sitúan en que los equipos amateurs no pueden participar en las carreras del UCI WorldTour Femenino 2020 (las de mayor categoría) y los equipos mixtos solo pueden participar en las carreras .2 (las de menor categoría).
En los Campeonatos Continentales (CC) también pueden puntuar todo tipo de equipos y corredoras de ese continente; y dependiendo la legislación de su federación continental también pueden participar, sin poder puntuar, corredoras fuera de ese continente.

### Categorías
Fuera del UCI WorldTour Femenino 2020 destacarán las 30 carreras de categoría .1 (8 por etapas y 22 de un día). En el siguiente cuadro se muestran las carreras con esa puntuación ordenado por países, para el resto de las competiciones véase: Carreras del Calendario UCI Femenino 2020
| Carrera                                                                   | Categoría |
| ------------------------------------------------------------------------- | --------- |
| Santos Women's Tour                                                       | 2.Pro     |
| Tour de Turingia femenino                                                 | 2.1       |
| BeNe Ladies Tour                                                          | 2.1       |
| A través de Flandes                                                       | 1.1       |
| Dwars door de Westhoek                                                    | 1.1       |
| Gooik-Geraardsbergen-Gooik                                                | 1.1       |
| Lotto Belgium Tour                                                        | 2.1       |
| Omloop Het Nieuwsblad-vrouwen elite / Circuit Het Nieuwsblad-Femmes Elite | 1.1       |
| SPAR Flanders Diamond Tour                                                | 1.1       |
| Spar-Omloop van het Hageland-Tielt-Winge                                  | 1.1       |
| Trofeo Maarten Wynants                                                    | 1.1       |
| Grand Prix Cycliste de Gatineau - RR                                      | 1.1       |
| Grand Prix Cycliste de Gatineau - ITT                                     | 1.1       |
| Independence Cycling Classic                                              | 1.1       |

| Carrera                                                | Categoría |
| ------------------------------------------------------ | --------- |
| La Classique Morbihan                                  | 1.1       |
| Gran Premio de Plumelec-Morbihan Femenino              | 1.1       |
| Chrono Champenois-Trophée Européen                     | 1.1       |
| Chrono des Nations                                     | 1.1       |
| Giro del Trentino Alto Adige-Südtirol                  | 1.1       |
| Giro de Emilia Femenino                                | 1.1       |
| Gran Premio Bruno Beghelli Femenino                    | 1.1       |
| Festival Luxemburgués de Ciclismo Femenino Elsy Jacobs | 2.1       |
| EPZ Omloop van Borsele                                 | 1.1       |
| Tour de Polonia Femenino                               | 2.1       |
| Tour de Yorkshire                                      | 1.1       |
| 947 Cycle Challenge                                    | 1.1       |
| Tour de Tailandia                                      | 2.1       |

Además, al igual que en los Circuitos Continentales UCI, también puntúan los campeonatos nacionales de ruta y contrarreloj (CN) así como el Campeonato Mundial (CM) de ese año.

## Calendario
- Para las carreras de máxima categoría véase: UCI WorldTour Femenino 2020

Las siguientes son las 95 carreras que integraron el calendario UCI Femenino 2020 (actualizado por la UCI a diciembre de 2020), aunque el calendario podía sufrir modificaciones a lo largo de la temporada con la inclusión de nuevas carreras o exclusión de otras.
| Calendario UCI Femenino 2020 | Calendario UCI Femenino 2020 | Calendario UCI Femenino 2020                     | Calendario UCI Femenino 2020 | Calendario UCI Femenino 2020 |
| Fecha                        | País                         | Carrera                                          | Ganador                      |                              |
| ---------------------------- | ---------------------------- | ------------------------------------------------ | ---------------------------- | ---------------------------- |
| 16 – 19 de enero             | Australia                    | Santos Women's Tour                              | Ruth Winder                  |                              |
| 25 de ene                    | Nueva Zelanda                | Gravel and Tar La Femme                          | Niamh Fisher-Black           |                              |
| 25 de ene                    | Turquía                      | GP Belek                                         | Olha Kulynych                |                              |
| 30 de ene                    | Australia                    | Race Torquay                                     | Brodie Chapman               |                              |
| 5 – 6 de febrero             | Australia                    | Herald Sun Tour femenino                         | Lucy Kennedy                 |                              |
| 9 de feb                     | España                       | Vuelta a la Comunitat Valenciana Feminas         | Marta Bastianelli            |                              |
| 13 de feb                    | Turquía                      | Gran Premio de Alanya femenino                   | Diana Klímova                |                              |
| 14 de feb                    | Turquía                      | Gran Premio de Gazipaşa femenino                 | Olga Shekel                  |                              |
| 17 – 20 de febrero           | Emiratos Árabes Unidos       | Dubai Women's Tour                               | Lucy Garner                  |                              |
| 20 – 23 de febrero           | España                       | Setmana Ciclista Valenciana                      | Anna van der Breggen         |                              |
| 28 de febrero – 1 de marzo   | España                       | Vuelta a Castellón femenina                      | cancelada                    |                              |
| 29 de feb                    | Turquía                      | Gran Premio Velo Alanya femenina                 | Daria Malkova                |                              |
| 29 de feb                    | Bélgica                      | Omloop Het Nieuwsblad femenina                   | Annemiek van Vleuten         |                              |
| 1 de mar                     | Bélgica                      | Omloop van het Hageland                          | Lorena Wiebes                |                              |
| 1 de mar                     | Turquía                      | GP Manavgat                                      | Hanna Tseraj                 |                              |
| 3 de mar                     | Bélgica                      | Le Samyn femenina                                | Chantal van den Broek-Blaak  |                              |
| 13 de mar                    | Países Bajos                 | Drentse Acht van Westerveld                      | cancelada                    |                              |
| 18 de mar                    | Bélgica                      | Nokere Koerse femenina                           | cancelada                    |                              |
| 22 de mar                    | Bélgica                      | Omloop van de Westhoek-Memorial Stive Vermaut    | cancelada                    |                              |
| 1 de abr                     | Bélgica                      | A Través de Flandes femenina                     | cancelada                    |                              |
| 2 – 5 de abril               | Estados Unidos               | Joe Martin Stage Race Women                      | cancelada                    |                              |
| 8 – 12 de abril              | Países Bajos                 | Healthy Ageing Tour                              | cancelada                    |                              |
| 13 de abr                    | Bélgica                      | Ronde de Mouscron                                | cancelada                    |                              |
| 25 de abr                    | Países Bajos                 | Omloop van Borsele                               | cancelada                    |                              |
| 29 de abril – 3 de mayo      | Estados Unidos               | Tour de Gila                                     | cancelada                    |                              |
| 30 de abril – 3 de mayo      | República Checa              | Gracia-Orlová                                    | cancelada                    |                              |
| 1 – 2 de mayo                | Reino Unido                  | Tour de Yorkshire femenino                       | aplazado                     |                              |
| 6 – 8 de mayo                | Suecia                       | Tour de Upsala                                   | cancelada                    |                              |
| 8 – 10 de mayo               | Luxemburgo                   | Festival Elsy Jacobs                             | cancelada                    |                              |
| 8 de may                     | Países Bajos                 | Veenendaal Veenendaal Classic Femenina           | cancelada                    |                              |
| 10 de may                    | Bélgica                      | Trofeo Maarten Wynants                           | cancelada                    |                              |
| 12 – 14 de mayo              | República Popular China      | Tour de la Isla de Zhoushan II                   |                              |                              |
| 15 de may                    | Francia                      | La Classique Morbihan                            | cancelada                    |                              |
| 16 de may                    | Francia                      | Gran Premio de Plumelec-Morbihan Femenino        | cancelada                    |                              |
| 17 de may                    | España                       | Gran Premio Ciudad de Eibar                      | cancelada                    |                              |
| 20 – 24 de mayo              | Francia                      | Tour de Bretaña femenino                         | cancelada                    |                              |
| 21 – 24 de mayo              | España                       | Vuelta a Burgos Féminas                          | cancelada                    |                              |
| 21 de may                    | Ucrania                      | Chabany Race Women                               |                              |                              |
| 22 de may                    | Ucrania                      | Horizon Park Race Femenina                       | cancelada                    |                              |
| 23 de may                    | Ucrania                      | Kiev Olimpic Ring Women Race                     |                              |                              |
| 24 de may                    | Ucrania                      | VR Women ITT                                     |                              |                              |
| 26 – 31 de mayo              | Alemania                     | Tour de Turingia femenino                        | cancelada                    |                              |
| 31 de may                    | República Popular China      | Tour de Taiyuan femenino                         |                              |                              |
| 4 de jun                     | Canadá                       | Gran Premio Ciclista de Gatineau                 | cancelada                    |                              |
| 5 de jun                     | Canadá                       | Chrono Gatineau                                  | cancelada                    |                              |
| 6 de jun                     | Reino de los Países Bajos    | Omloop van de IJsseldelta                        |                              |                              |
| 7 de jun                     | Bélgica                      | Dwars door de Westhoek                           | cancelada                    |                              |
| 14 de jun                    | Bélgica                      | Diamond Tour                                     | cancelada                    |                              |
| 25 – 28 de junio             | Bélgica                      | Tour de Bélgica femenino                         | cancelada                    |                              |
| 2 – 5 de julio               | República Checa              | Tour de Feminin-O cenu Ceskeho Svycarska         | cancelada                    |                              |
| 5 de jul                     | Bélgica                      | 2-Districtenpijl                                 | cancelada                    |                              |
| 9 – 12 de julio              | Bélgica                      | BeNe Ladies Tour                                 | cancelada                    |                              |
| 10 de jul                    | Estados Unidos               | Chrono Kristin Armstrong femenina                |                              |                              |
| 11 de jul                    | Turquía                      | Grand prix Erciyes                               | cancelada                    |                              |
| 12 de jul                    | Canadá                       | Delta Road Race femenino                         | cancelada                    |                              |
| 12 de jul                    | Turquía                      | Grand Prix Kayseri WE                            | cancelada                    |                              |
| 22 de jul                    | España                       | Emakumeen Nafarroako Klasikoa                    | Annemiek van Vleuten         |                              |
| 23 de jul                    | España                       | Clásica Féminas de Navarra                       | Annemiek van Vleuten         |                              |
| 25 de jul                    | España                       | Clásica de San Sebastián                         | cancelada                    |                              |
| 26 de jul                    | España                       | Durango-Durango Emakumeen Saria                  | Annemiek van Vleuten         |                              |
| 30 – 31 de julio             | Francia                      | Kreiz Breizh Elites femenina                     |                              |                              |
| 1 de ago                     | Bélgica                      | Erondegemse Pijl                                 | cancelada                    |                              |
| 3 – 8 de agosto              | Francia                      | Tour d'Occitanie                                 |                              |                              |
| 15 de ago                    | Bélgica                      | Flanders Ladies Classic-Sofie De Vuyst           | cancelada                    |                              |
| 15 de ago                    | Reino Unido                  | RideLondon Classique                             | cancelada                    |                              |
| 15 de ago                    | Francia                      | La Périgord Ladies                               | Sheyla Gutiérrez             |                              |
| 18 de ago                    | Italia                       | Giro de Emilia Femenino                          | Cecilie Uttrup Ludwig        |                              |
| 21 – 23 de agosto            | Reino de los Países Bajos    | Watersley Womens Challenge                       |                              |                              |
| 21 – 23 de agosto            | Reino Unido                  | Tour de Escocia femenino                         |                              |                              |
| 23 de ago                    | Bélgica                      | MerXem Classic                                   | cancelada                    |                              |
| 27 – 30 de agosto            | Estados Unidos               | Colorado Classic Women                           | cancelada                    |                              |
| 28 de ago                    | Francia                      | La Picto-Charentaise                             | cancelada                    |                              |
| 28 – 30 de agosto            | Italia                       | Giro de la Toscana-Memorial Michela Fanini       | cancelada                    |                              |
| 31 de ago                    | Bélgica                      | Grote Prijs Euromat                              | Lorena Wiebes                |                              |
| 3 – 9 de septiembre          | Francia                      | Tour Cycliste Féminin International de l'Ardèche | Lauren Stephens              |                              |
| 3 de sep                     | Turquía                      | Gran Premio Develi femenino                      | Laura Toconas                |                              |
| 4 de sep                     | Turquía                      | Grand Prix Cappadocia Women                      | Valeriya Kononenko           |                              |
| 5 – 10 de septiembre         | Malasia                      | Tour de Malasia Femenino                         | cancelada                    |                              |
| 5 de sep                     | Turquía                      | Grand Prix Mount Erciyes 2200 mt                 | Mariya Novolódskaya          |                              |
| 6 de sep                     | Turquía                      | Grand Prix World's Best High Altitude            | Mariya Novolódskaya          |                              |
| 13 de sep                    | Francia                      | Gran Premio de Fourmies femenino                 | cancelada                    |                              |
| 14 de sep                    | Turquía                      | Gran Premio Velo Erciyes femenina                | Valeriya Kononenko           |                              |
| 15 de sep                    | Turquía                      | Grand Prix Central Anatolia                      | Tamara Drónova               |                              |
| 19 de sep                    | Bélgica                      | Trophée des Grimpeuses                           | Inge van der Heijden         |                              |
| 20 de sep                    | Francia                      | Gran Premio de Isbergues Femenino                | Chloe Hosking                |                              |
| 4 de oct                     | Italia                       | Gran Premio Bruno Beghelli Femenino              | cancelada                    |                              |
| 7 de oct                     | Bélgica                      | Flecha Brabanzona Femenina                       | Grace Brown                  |                              |
| 14 – 16 de octubre           | Tailandia                    | Tour de Tailandia femenino                       | Jutatip Maneephan            |                              |
| 18 de oct                    | Francia                      | Chrono des Nations femenina                      | cancelada                    |                              |
| 7 – 11 de noviembre          | Colombia                     | Vuelta a Colombia Femenina                       | Miryam Núñez                 |                              |

## Clasificaciones Parciales (UCI World Ranking Femenino)
- No existe una clasificación exclusiva de este calendario. En el Ranking UCI Femenino se incluyeron las 22 carreras del UCI WorldTour Femenino 2020. Esta clasificación se basa en los resultados de las últimas 52 semanas de acuerdo con el sistema "rolling", mismo sistema que el Ranking ATP y Ranking WTA de tenis.

Estas son las clasificaciones finales.

### Individual
| Posición | Corredor              | Equipo                             | Puntos |
| -------- | --------------------- | ---------------------------------- | ------ |
| 1.º      | Anna van der Breggen  | Boels Dolmans                      | 2560   |
| 2.º      | Elisa Longo Borghini  | Trek-Segafredo Women               | 2532   |
| 3.º      | Annemiek van Vleuten  | Mitchelton Scott                   | 2226   |
| 4.º      | Lisa Brennauer        | WNT-Rotor                          | 1943   |
| 5.º      | Elizabeth Deignan     | Trek-Segafredo Women               | 1896   |
| 6.º      | Marianne Vos          | CCC-Liv                            | 1422   |
| 7.º      | Liane Lippert         | Sunweb Women                       | 1407   |
| 8.º      | Lotte Kopecky         | Lotto Soudal Ladies                | 1380   |
| 9.º      | Cecilie Uttrup Ludwig | FDJ Nouvelle Aquitaine Futuroscope | 1287   |
| 10.º     | Ellen van Dijk        | Trek-Segafredo Women               | 1123   |

### Clasificación por equipos
Esta clasificación se calcula sumando los puntos de las cinco mejores corredoras de cada equipo. Los equipos con el mismo número de puntos se clasifican de acuerdo a su corredora mejor clasificado.
| Posición | Equipo               | Puntos |
| -------- | -------------------- | ------ |
| 1.º      | Trek-Segafredo Women | 6931   |
| 2.º      | Boels Dolmans        | 5385   |
| 3.º      | Mitchelton Scott     | 4775   |
| 4.º      | Sunweb Women         | 3847   |
| 5.º      | Paule Ka             | 3222   |

### Países
La clasificación por países se calcula sumando los puntos de las cinco mejores corredoras de cada país. Los países con el mismo número de puntos se clasifican de acuerdo a su corredora mejor clasificado.
| Posición | País         | Puntos |
| -------- | ------------ | ------ |
| 1.º      | Países Bajos | 8314   |
| 2.º      | Italia       | 4588   |
| 3.º      | Alemania     | 3806   |
| 4.º      | Reino Unido  | 3037   |
| 5.º      | Australia    | 2906   |